# M9 (baioneta)
A baioneta M9, oficialmente conhecida como M9 Phrobis III, é uma faca multiuso e baioneta americana adotada oficialmente em 1986 pelas Forças Armadas dos Estados Unidos para o fuzil M16. Apresentando uma lâmina de 18 cm e emitida com uma bainha projetada para funcionar como um cortador de fios, a baioneta M9 é projetada para funcionar não apenas como uma faca de combate, mas também como uma ferramenta multifuncional, capaz de servir como um cortador de fios, fatiador de metal, abridor de garrafas e chave de fenda.

## História

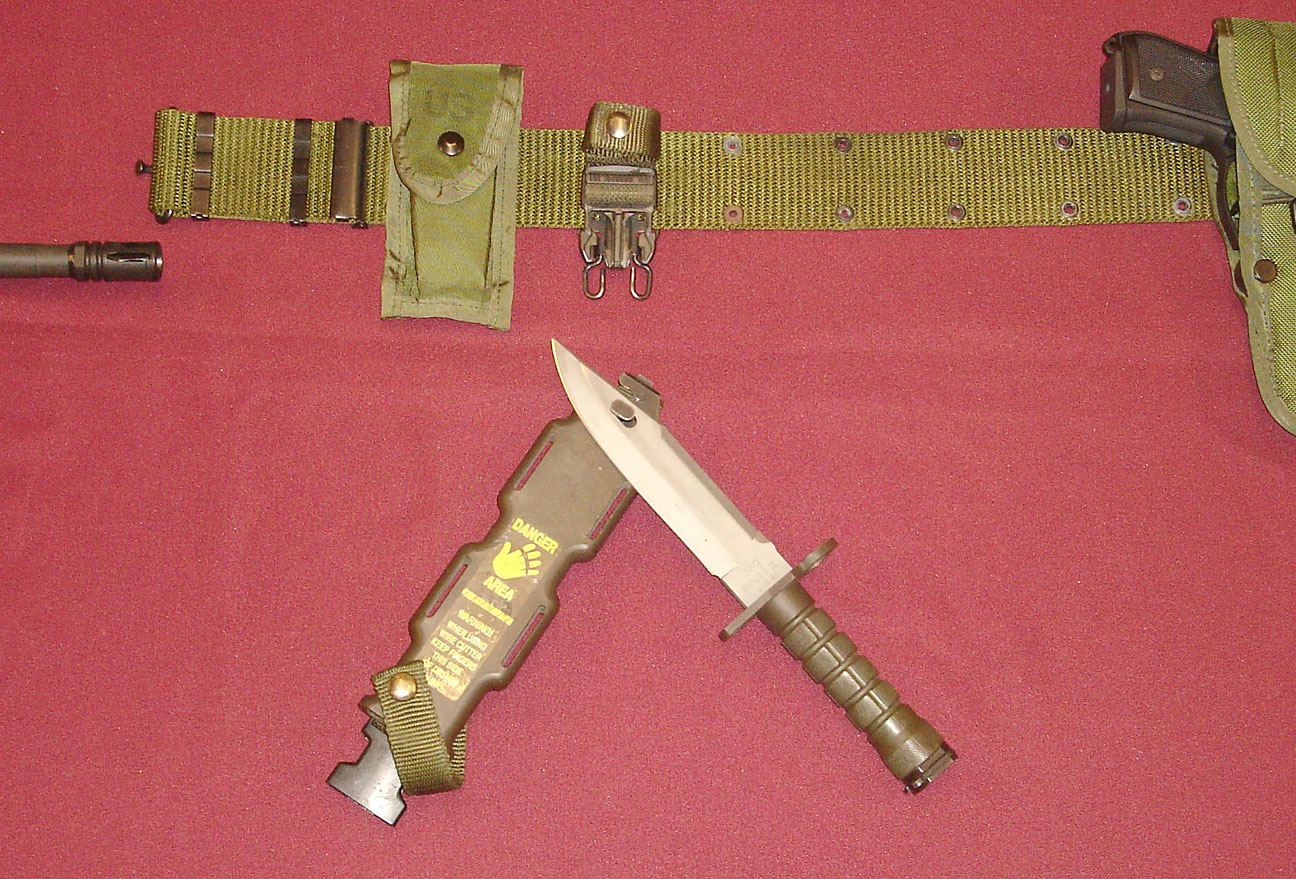
Uma baioneta M9 com sua bainha

Em 1973, as forças armadas dos EUA aposentaram a baioneta M7, introduzida em 1964, devido à mudança de táticas militares e à crescente dependência de alta tecnologia que tornou o uso de baionetas em combate improvável e amplamente desnecessário. No entanto, isso os deixou sem uma ferramenta de corte.
A baioneta M9 foi projetada e desenvolvida por Charles A. "Mickey" Finn em sua empresa de P&D, Qual-A-Tec. Finn procurou desenvolver "uma espécie de canivete suíço para uso em campo", a partir de uma faca real que também pudesse ser usada para fins de combate militar. O design da baioneta M9 da Qual-A-Tec venceu 49 outros concorrentes e foi a única entrada de licitação contratada a ter uma taxa de falha de zero por cento. É uma cópia aprimorada e refinada da baioneta 6H3 desenvolvida pela União Soviética para o AKM.
Finn mais tarde produziu a M9 sob o nome Phrobis III, preenchendo um contrato militar para 325.000 unidades. A Buck Knives foi contratada para produzir 300.000 unidades e vendeu uma versão comercial sob seu próprio nome até 1997. Os designs de Finn provaram ser extremamente populares e foram amplamente falsificados e vendidos ilegalmente por outros fabricantes. Em 1989, Finn recebeu a Patente E.U.A. 4 821 356, mas cópias não licenciadas da Ásia e do México cortaram suas vendas legítimas.
Após o contrato de baioneta Phrobis III ser concluído em 1989, os direitos da M9 reverteram para o Exército dos Estados Unidos e houve muitas versões subsequentes de outras empresas. Ela é emitida pelas forças armadas dos EUA e outros países, e também foi vendida comercialmente em várias versões.
Algumas séries de produção da M9 têm uma goteira e outras não, dependendo de qual contratante fabricou aquele lote e quais eram as especificações militares na época. Embora tenha sido alegado que a M9 pode ser mais propensa a quebrar do que a baioneta M7 mais antiga, a M9 tem uma lâmina 20% mais espessa, a espiga é reduzida de 0,60 para 0,50 cm em espessura e uma área transversal de aço 75% maior na lâmina do que a M7.

## Variantes
A faca M11, também conhecida como M11 EOD, é uma versão da M9 especializada para o desarme de artefatos explosivos (EOD). Ela tem alguns recursos extras, como um pomo de martelo, mas usa a mesma lâmina e bainha da M9. Não é estritamente uma baioneta, pois não tem trava de montagem ou anel de boca; em vez disso, é mais uma revisão da faca Buckmaster 184/188, que foi a base para o protótipo de baioneta Phrobis XM-9.

## Marcas

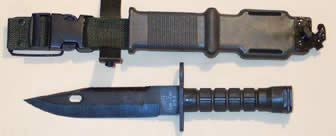
Baioneta M9 e bainha M10

Houve cinco marcas principais da M9: Phrobis III, Buck Knives, LanCay, Ontario e Tri-Technologies.
A partir de 1987, a Phrobis subcontratou a Buck para produção em seu contrato inicial com o Exército dos EUA, terminando em 1989. Foi nessa época que a Buck também vendeu M9 comerciais, durando até 1997. A LanCay recebeu seu primeiro contrato em março de 1992, assumindo a produção da Buck, para 30.000 facas, posteriormente aumentada para 50.000, com a General Cutlery como subcontratada. Em 1994, houve outro contrato emitido para cerca de 100.000 modelos M9 aprimorados. Em 1999, um contrato para 25.000 facas foi dividido entre a LanCay e a Ontario, com cada empresa produzindo 12.500 facas cada. Ontario também participou de contratos posteriores e continuou a produzi-los bem depois de 2005. Em 2012, a Tri-Technologies recebeu um contrato para 40.000 M9.

## Comparação
A baioneta M7, introduzida em 1964, foi usada como baioneta no fuzil M16, na carabina M4 e como faca de luta. O sistema de baioneta multiuso M9 é usado como baioneta no fuzil da série M16, na carabina da série M4, como faca de luta, como faca de campo geral e utilitária, como cortador de fios quando usado na bainha e como serra. As baionetas M7 e M9 também podem ser montadas na espingarda Mossberg 590A1.
| Designação                     | M7      | M9    |
| ------------------------------ | ------- | ----- |
| Entrou para o serviço militar: | 1964    | 1986  |
| Comprimento da lâmina:         | 17,1 cm | 18 cm |
| Comprimento total:             | 29,8 cm | 30 cm |